# جو وبر
جو وبر (انگلیسی: Joe Webber؛ زادهٔ ۲۷ اوت ۱۹۹۳) بازیکن راگبی ۷ نفره اهل نیوزیلند است.
وی در مسابقات کشوری و بین‌المللی در مجموع برندهٔ ۲ مدال نقره شده‌است.